# Rudi Entenmann
Rudi Entenmann (* 19. Mai 1940) ist ein ehemaliger deutscher Fußballspieler. Der Außenläufer und Halbstürmer im damals gebräuchlichen WM-System absolvierte beim VfB Stuttgart von 1963 bis 1968 in der Bundesliga insgesamt 86 Ligaspiele und erzielte dabei fünf Tore.

## Laufbahn
Entenmann begann seine Karriere im schwäbischen Amateurlager beim TSV Benningen und wechselte 1961 zum VfB Stuttgart in die damals erstklassige Fußball-Oberliga Süd. Der Spielerkader von VfB-Trainer Kurt Baluses wurde zusätzlich noch durch Josef Christ, Manfred Reiner und Friedrich Zipperer verstärkt. Am siebten Spieltag der Saison 1961/62, am 17. September 1961, debütierte der Mann aus Benningen in der Oberliga Süd. Er verlor auf Halbrechts mit den Weiß-Roten deutlich mit 0:5 beim 1. FC Nürnberg. Insgesamt kam der Neuling in seiner ersten Runde bei dem Verein für Bewegungsspiele zu acht Ligaeinsätzen, in denen er beim Erreichen des 5. Ranges zwei Tore erzielte. In seinem zweiten VfB-Jahr, 1962/63, dem letzten der alten erstklassigen Oberliga-Ära, gehörte er bereits mit 29 von 30 Ligaeinsätzen dem engen Stammspielerkader der Stuttgarter an. Dabei spielte er überwiegend als laufstarker Außenläufer und beendete mit dem Nachholspiel am 5. Mai 1963, einem 1:1-Auswärtsremis bei Kickers Offenbach, die Oberligaära. In Offenbach war die VfB-Defensive mit Günter Sawitzki, Hans Eisele, Günter Seibold, Entenmann, Klaus-Dieter Sieloff und Eberhard Pfisterer angetreten. Mit dem 6. Rang wurde der VfB Stuttgart in die ab 1963/64 laufende Bundesliga aufgenommen.
Entenmann startete am 24. August 1963 mit dem VfB beim FC Schalke 04 in die Bundesliga. Der VfB verlor mit 0:2, dem rechten Außenläufer wurde aber eine gute Leistung zugestanden. Im Spielbericht der Bundesliga Chronik 1963/64 wird der Läufer Entenmann als „bester Akteur auf dem Platz“ notiert. In 28 Rundenspielen trug er mit dazu bei, dass der VfB am Rundenende den 5. Rang erreichte. Seine gute Hinrunde gipfelte in der Berufung in die U-23-Juniorenauswahl des DFB, in welcher er am 25. September 1963 in Karlsruhe ein Länderspiel gegen Bulgarien absolvierte. In der Defensive trat die DFB-Auswahl mit Manfred Manglitz (Torhüter), Josef Piontek, Hans-Jürgen Becher, Entenmann, Peter Kaack und Wilhelm Sturm bei der überraschenden 0:1-Niederlage an. In den zwei folgenden Runden, 1964/65 bis 1965/66, gehörte er weiterhin der Stammbesetzung der Schwaben an. Trainer Baluses wurde am 8. März 1965 durch Rudi Gutendorf ersetzt und Bruder Willi kam zur Saison 1965/66 zur Lizenzmannschaft des VfB. Die letzten drei Runden 1966/67 bis 1968/69 war Rudi Entenmann lediglich – auch infolge anhaltenden Verletzungsproblemen – noch Ergänzungsspieler; mit dem Einsatz am 31. August 1968 beim Heimspiel gegen den FC Schalke 04 (1:1), endete seine Laufbahn beim VfB Stuttgart in der Bundesliga. Er wurde in 67. Minute für den jungen Karl-Heinz Handschuh eingewechselt.
Zum Abschluss seiner höherklassigen Laufbahn wechselte er 1969 zum VfR Heilbronn in die zweitklassige Fußball-Regionalliga Süd. In zwei Runden lief er in 28 Ligaspielen für Heilbronn auf und erzielte an der Seite von Mitspielern wie Jürgen Glinka, Dieter Höller, Martin Kübler und Heiko Racky ein Tor. In seiner zweiten Heilbronner Saison, 1970/71, konnte er nur noch in drei Spielen aktiv eingreifen; nach der verletzungsbedingten Auswechslung am 24. Januar 1971 bei der SpVgg Fürth (1:3) in der 65. Minute, beendete er seine Karriere im Profibereich. Zum Ausklang schloss er sich 1971/72 noch dem Amateurverein SV Besigheim an.
Rudi Entenmann stellte am 9. November 1963 zusammen mit Dieter Pulter vom 1. FC Kaiserslautern den Rekord von drei Eigentoren in einem Spiel auf. Stuttgart gewann als Auswärtsmannschaft mit 3:1, wobei Pulter zwei und Entenmann ein Eigentor unterlief.
Rudi Entenmanns Bruder Willi war ebenfalls Bundesligaspieler und danach lange Jahre als Trainer tätig.